# Hennie Stamsnijder
Hendrikus Johannes Stamsnijder dit Hennie, né le 21 juillet 1954 à Enter, est un ancien coureur cycliste néerlandais.
Champion du monde de cyclo-cross en 1981, il détient le nombre de titres de champion des Pays-bas de cyclo-cross avec 9 victoires remportées entre 1977 et 1988.
Il a participé au Tour de France en 1980 et 1981.
Il est l'actuel responsable du sponsoring chez Shimano Europe.

## Palmarès en cyclo-cross
- 1975
  - Champion du monde des militaires
- 1979
  -  Champion des Pays amateurs
  - Essen
  - 2e du championnat du monde de cyclo-cross amateurs
- 1980
  - 3e du championnat du monde de cyclo-cross
- 1981
  -  Champion du monde de cyclo-cross
  - Milan
  - Niel
- 1982
  - 3e du championnat du monde de cyclo-cross
- 1983
  - Gavere-Asper
  - Zillebeke
  - Wetzikon
  - Lieshout
- 1984
  - Munte
  - Valkenswaard
  - 2e du championnat du monde de cyclo-cross
- 1985
  - Oss
  - Gavere - Asper
  - Overijse
- 1986
  - Loenhout
  - Oss
  - Gavere - Asper
  - Munte
  - Overijse
  - 3e du championnat du monde de cyclo-cross
- 1987
  - Loenhout
  - Oss
  - Zillebeke
- 1988
  - Oss
  - Overijse
- 1989
  - Wetzikon
  - Zillebeke

## Résultats sur les grands tours

### Tour de France
2 participations
- 1980 : abandon (13e étape)
- 1981 : 80e